# Edoardo Masdea
Edoardo Masdea (Napoli, 23 luglio 1849 – Roma, 12 maggio 1910) è stato un politico e generale italiano.

## Biografia
Come ingegnere e generale del genio navale, progettò diverse classi navali della Regia Marina della fine dell'Ottocento, tra cui gli incrociatori corazzati della classe Vettor Pisani e, su indirizzo di Benedetto Brin, della classe Giuseppe Garibaldi, che incontrarono anche un notevole successo in termini di vendite all'estero; anche suo fu il progetto delle classi Pisa e San Giorgio, nonché della prima corazzata monocalibro (o dreadnought dal nome della prima nave di questo tipo costruita) della Regia Marina, la Dante Alighieri, nonché della Leonardo da Vinci, affondata in seguito ad incidente nel Mar Piccolo di Taranto.